# Podmanasterz
Podmanasterz – wieś na Ukrainie w rejonie lwowskim należącym do obwodu lwowskiego.
Znajduje się tu przystanek kolejowy Podmanasterz, położony na linii Lwów – Czerniowce.

## Położenie
Na podstawie Słownika geograficznego Królestwa Polskiego i innych krajów słowiańskich: Podmanasterz to wieś w powiecie bóbreckim, 6,5 km na północny zachód od sądu powiatowego i urzędu pocztowego w Bóbrce.

## Historia
W II Rzeczypospolitej w gmina Stare Sioło w powiecie bóbreckim województwa lwowskiego. W 1931 r. wieś liczyła 635 mieszkańców, z których prawie połowa było Polakami. W 1943 r. nacjonaliści ukraińscy z OUN - UPA zamordowali tutaj 12 Polaków.